# Friedhelm Mann
Friedhelm Mann (* 1. Mai 1942 in Schweidnitz) ist ein deutscher Klassischer Philologe, insbesondere Gräzist.

## Leben
Mann besuchte von 1953 bis 1962 das Gymnasium Meppen. Nach dem Studium der Klassischen Philologie in Münster wurde er 1975 mit einer von Heinrich Dörrie betreuten Dissertation zur Weihnachtspredigt Gregors von Nyssa (Überlieferungsgeschichte und Textedition) an der Westfälischen Wilhelms-Universität in Münster promoviert. Im Anschluss war er Wissenschaftlicher Mitarbeiter der nach dem Tod des Philologen Dörrie von dem Theologen Wolf-Dieter Hauschild und darauf von Holger Strutwolf geleiteten Forschungsstelle Gregor von Nyssa an der Westfälischen Wilhelms-Universität.
Neben überlieferungsgeschichtlicher Arbeit betreute Mann die textkritische Edition des Gesamtwerks des kappadokischen Kirchenvaters und trug selbst zur Edition der Sermones (Predigten) bei. Abgesehen von einer umfassenden Bibliographie, die er mit Margarete Altenburger erstellte, veröffentlichte er zahlreiche eigene kleine Arbeiten. Als sein Lebenswerk zu betrachten ist jedoch das Lexicon Gregorianum, das sich als Wörterbuch zu den Schriften Gregors von Nyssa ausgibt, aber durch seine lexikographische Detailliertheit als maßgebliches Wörterbuch des spätantiken Griechisch empfiehlt. Auch nach seiner Pensionierung blieb Mann weiter als freier Mitarbeiter in der Forschungsstelle tätig.

## Schriften (Auswahl)
- Die Weihnachtspredigt Gregors von Nyssa. Überlieferungsgeschichte und Text. Dissertation Münster 1975.
- mit Horst-Dieter Blume (Hrsg.): Platonismus und Christentum. Festschrift für Heinrich Dörrie. Münster 1983. 2. Auflage 1985
- mit Margarete Altenburger: Bibliographie zu Gregor von Nyssa, Leiden 1988.
- Gregorii Nysseni Opera. Ed. Werner Jaeger et al. Weidmann, Berlin 1921–1925; Brill, Leiden 1952ff., darin Bd. 10,2: Sermones. Edd. Friedhelm Mann, Ernst Rhein, Günter Heil. Leiden 1996.
- Lexicon Gregorianum. Bearbeitet von Friedhelm Mann. Herausgegeben von der Forschungsstelle Gregor von Nyssa an der Westfälischen Wilhelms-Universität unter Leitung von Wolf-Dieter Hauschild (neun Bände und ein Band Nomina propria). Leiden, Boston, Köln: Brill 1999–2013.